# Benigno Chaparro
Benigno Chaparro Vera (nacido el 3 de abril de 1958 en Itauguá, Paraguay) es un ex-futbolista paraguayo nacionalizado español. Jugaba de delantero y su primer club fue el UD Salamanca. Desarrolló la mayor parte de su carrera en España.

## Carrera
Comenzó su carrera en 1978 jugando para el UD Salamanca. Jugó para ese equipo hasta 1979. En ese año se pasó al CF Palencia, en donde estuvo hasta 1981. En 1982 se pasó a las filas del Racing de Santander. Se mantuvo hasta 1985. En el año 1990 se pasó al Orihuela CF. Jugó para el club hasta 1991. En 1992 se fue al CA Marbella, en donde juega hasta el año de su retiro.

## Clubes
| Club                | País   | Ano       |
| ------------------- | ------ | --------- |
| UD Salamanca        | España | 1978-1979 |
| CF Palencia         | España | 1979-1981 |
| Racing de Santander | España | 1982-1985 |
| Orihuela CF         | España | 1990-1991 |
| CA Marbella         | España | 1992-1996 |